# Monticello (Kentucky)
Monticello – miasto w Stanach Zjednoczonych, w stanie Kentucky, siedziba administracyjna hrabstwa Wayne.